# یسن (سیاهکل)
یسن کلمه برگردانده زبان زرتشتی یشن  و به معنی جشن  میباشد  امروزه جوانان خوش ذوق  یسن سیتی ،یسن جلس   می نامند و در کل به زبان محلی یه ضرب المثل هست که میگه ( یسن شی هیسیم کسن شی هیسیم ) یعنی همه از یه قومیم یسن روستایی در ایران است که در استان گیلان واقع شده‌است.
کافیست دل به جنگل و کوه بزنید و از سیاهکل به سمت دیلمان از جاده ی پرپیچ و خم جنگلی و زیبای سیاهکل به دیلمان گذر کنید و وقتی به شهر اسپیلی رسیدید از 
هرکی بپرسید راهنمایی تان میکنند سمت چپ وارد جاده پیرکوه شوید و بعداز عبور از کارخانه سیمان گولک و عبوار از روی پل آزادگان به روستای  بنه زمین می‌رسید و از سمت چپ وارد جاده شاهیجانات شوید و پس از گذر از وسمه جان پایین از جاده آسفالته سمت چپ وارد جاده اختصاصی یسنشوید..' به یسن خوش آمدید' هوای پاک و آسمان آبی و باغات سرسبز فندق و چشم انداز زیبای آبشار یسن و رودخانه زیبا برای شنا و تفریح و جاذبه های فراوان دیگر آثار تاریخی باستانی گورستان گبری وغار های طبیعی درون زاکام طله صخره عظیم جسته به ارتفاع ۵۰۰ متر و طول ۶ کیلو متر میباشد. 
اینجاست آنجاییکه دنبال آرامش میگردید
```
[
۱
]
 یسن ۳۶۳ نفر جمعیت دارد. تمام اهالی 
یسن 
 به باغداری 
فندق
 مشغولند و به سبب امکانات زیاد و درآمد ثابت و فراوان در ۶ ماه دوم به کنار ساحل نقل مکان میکنند. (کوچ ییلاق و یشلاقی )ساکنین روستای 
 یسن 
 از خانواده های 
 غلامی فلاح ، مجیدخواه، مجیدپور،شریف نژاد، عباسی،نیکوکار، یعقوبی 
  می باشند.

 شهیدان 
 این روستا 
 غلام یعقوبی و محمد رضا شریفی نژاد 
```